# 達拉斯 (北卡羅萊納州)
達拉斯（英語：Dallas）是一個位於美國北卡羅萊納州加斯頓縣的城鎮。

## 人口
根據2020年美國人口普查的數據，達拉斯的面積為7.93平方千米，皆為陸地。當地共有人口5589人，而人口密度為每平方千米705人。